# Gholdarre-je Olja
Gholdarre-je Olja – wieś w Iranie, w ostanie Azerbejdżan Zachodni, w szahrestanie Takab. W 2006 roku liczyła 479 mieszkańców.